# Verwaltungsgemeinschaft Mansfelder Grund-Helbra

Lage der Verwaltungsgemeinschaft im Landkreis Mansfeld-Südharz

Die Verwaltungsgemeinschaft Mansfelder Grund-Helbra war eine Gebietskörperschaft im Landkreis Mansfeld-Südharz in Sachsen-Anhalt.
Sie wurde am 1. Januar 1993 mit Sitz in der Gemeinde Helbra gegründet. Am 1. Januar 2005 wurde die Verwaltungsgemeinschaft um die Gemeinden Benndorf und Bornstedt erweitert. Seit dem 15. Juni 2009 gehörten auch die Gemeinden Blankenheim (aus der Verwaltungsgemeinschaft Allstedt-Kaltenborn) und Klostermansfeld (aus der Verwaltungsgemeinschaft Gerbstedt) zur Verwaltungsgemeinschaft. Auf einer Fläche von 71,18 km² lebten 17.324 Einwohner (Stand: 31. Dezember 2007).
Am 1. Januar 2010 wurde aus der Verwaltungsgemeinschaft die Verbandsgemeinde Mansfelder Grund-Helbra mit denselben Mitgliedsgemeinden. Letzter Leiter der Verwaltungsgemeinschaft war Hans-Joachim Zinke.
Im Mansfelder Grund wird alljährlich das „Dreckschweinfest“ als einer der ältesten deutschen Pfingstbräuche gefeiert.

## Mitgliedsgemeinden
- Ahlsdorf
- Benndorf
- Blankenheim
- Bornstedt
- Helbra
- Hergisdorf
- Klostermansfeld
- Wimmelburg